# Kroktjärnen (Gustav Adolfs socken, Värmland)
Kroktjärnen är en sjö i Hagfors kommun i Värmland och ingår i Göta älvs huvudavrinningsområde. Sjön har en area på 0,0669 kvadratkilometer och ligger 290,3 meter över havet.

## Delavrinningsområde
Kroktjärnen ingår i det delavrinningsområde (666696-139725) som SMHI kallar för Inloppet i Storsjön. Medelhöjden är 295 meter över havet och ytan är 13,38 kvadratkilometer. Det finns ett avrinningsområde uppströms, och räknas det in blir den ackumulerade arean 45,83 kvadratkilometer. Laggälven (Sandsjöälven) som avvattnar avrinningsområdet har biflödesordning 3, vilket innebär att vattnet flödar genom totalt 3 vattendrag innan det når havet efter 380 kilometer. Avrinningsområdet består mestadels av skog (85 procent). Avrinningsområdet har 0,89 kvadratkilometer vattenytor vilket ger det en sjöprocent på 6,6 procent.